# 力士

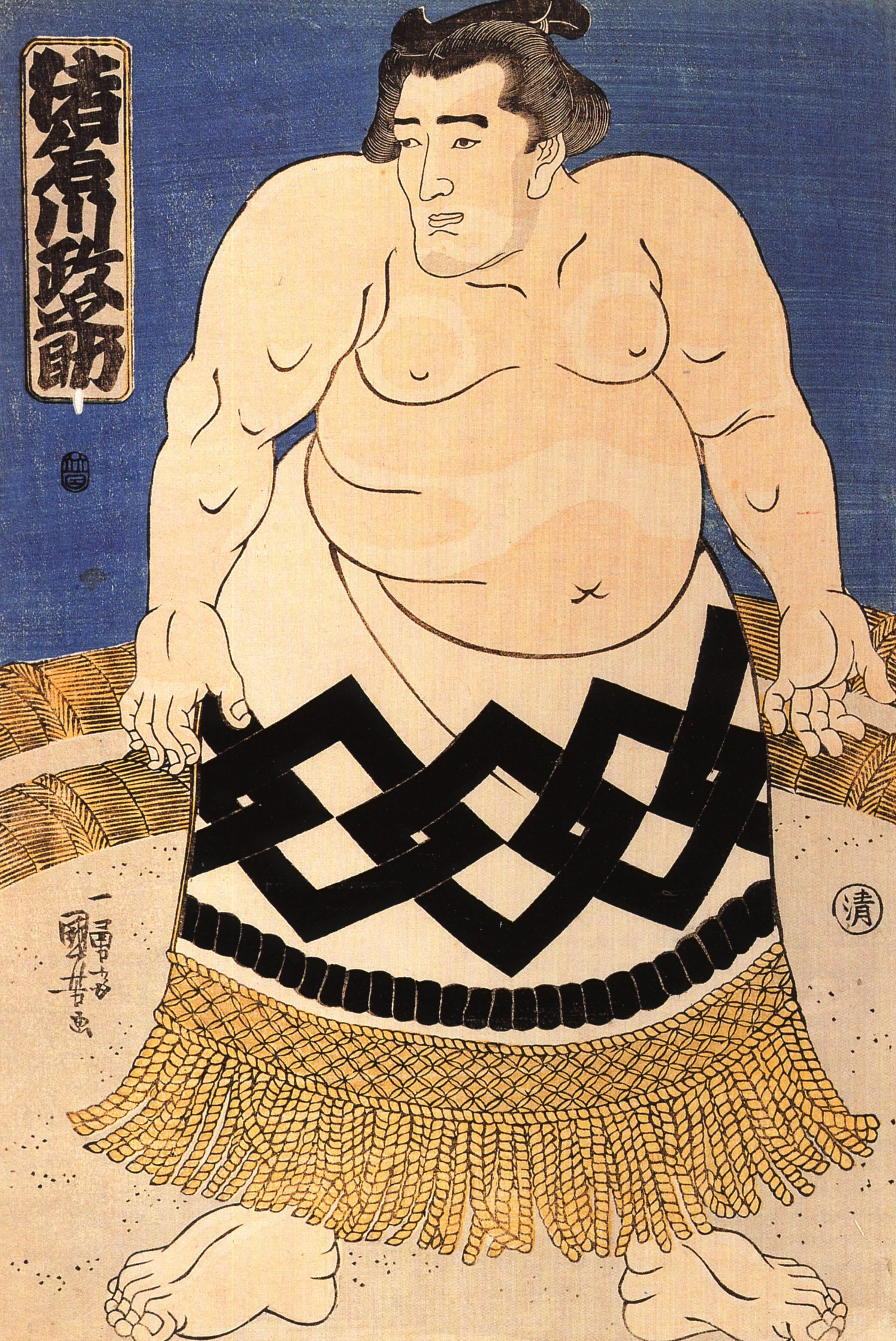
浮世絵に描かれた力士。猪名川政之助（最高位 関脇 1844年（天保15年））。歌川国芳の作品。

力士（りきし、ちからひと）とは、相撲を行う者のこと。厳密には、相撲部屋に所属して四股名を持ち、番付に関わらず大相撲に参加する選手の総称。力士は皆、日本相撲協会の専従職員という扱いだが、一方で相撲協会と力士との間で結ばれている契約は「準委任契約（力士は個人事業主）」であるとする東京地裁の判例も存在する。
別称は相撲取り（すもうとり）とも呼ばれる。しばしば関取（せきとり）と呼ばれることもあるが、元来は大関のことを指す異称であり、現代では十両以上の力士のことを指す。幕下以下の力士は力士養成員（りきしようせいいん）と呼ばれる。また、本来は神事に関わる者であるため、日常会話では親愛と尊敬をこめてお相撲さんとも呼ばれる。英語ではsumo wrestler、もしくはローマ字表記でrikishiと呼ばれる。
アマチュア相撲で相撲を取る者は四股名を持たないため厳密には力士とはされず、選手と呼ばれる。

## 本来の意味

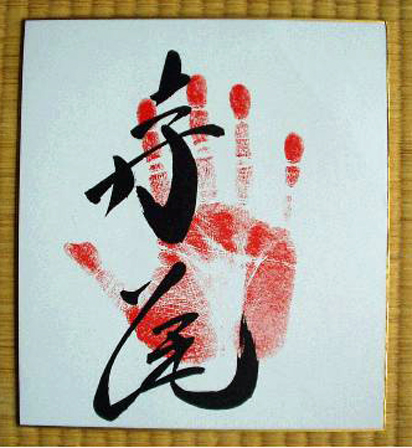
力士の手形

相撲はもともと神前で行われ、日本固有の宗教である神道にもとづき神に奉納される神事である。力士とは四股名を持ち、神託によって神の依り代になり特別な力（神通力）を備え、神からの御利益のある特別な者である。
具体的には四股を踏む「しこ」とは醜女（しこめ）の「しこ」をあらわし、穢れ、邪気を祓う行為。それによりその土地に五穀豊穣や無病息災をもたらすと言われている。また、力士に赤子を抱いてもらうと、その子は健やかに育つと言われている。手形などは縁起物として珍重される。力士の中で最高位の者を横綱と呼び、全ての力士の象徴として神の依り代の証である「注連縄（しめなわ）を張る」のは御神木や夫婦岩などと同じである。

## 古代の力士のランク
- 最手
- 脇

## 出で立ち

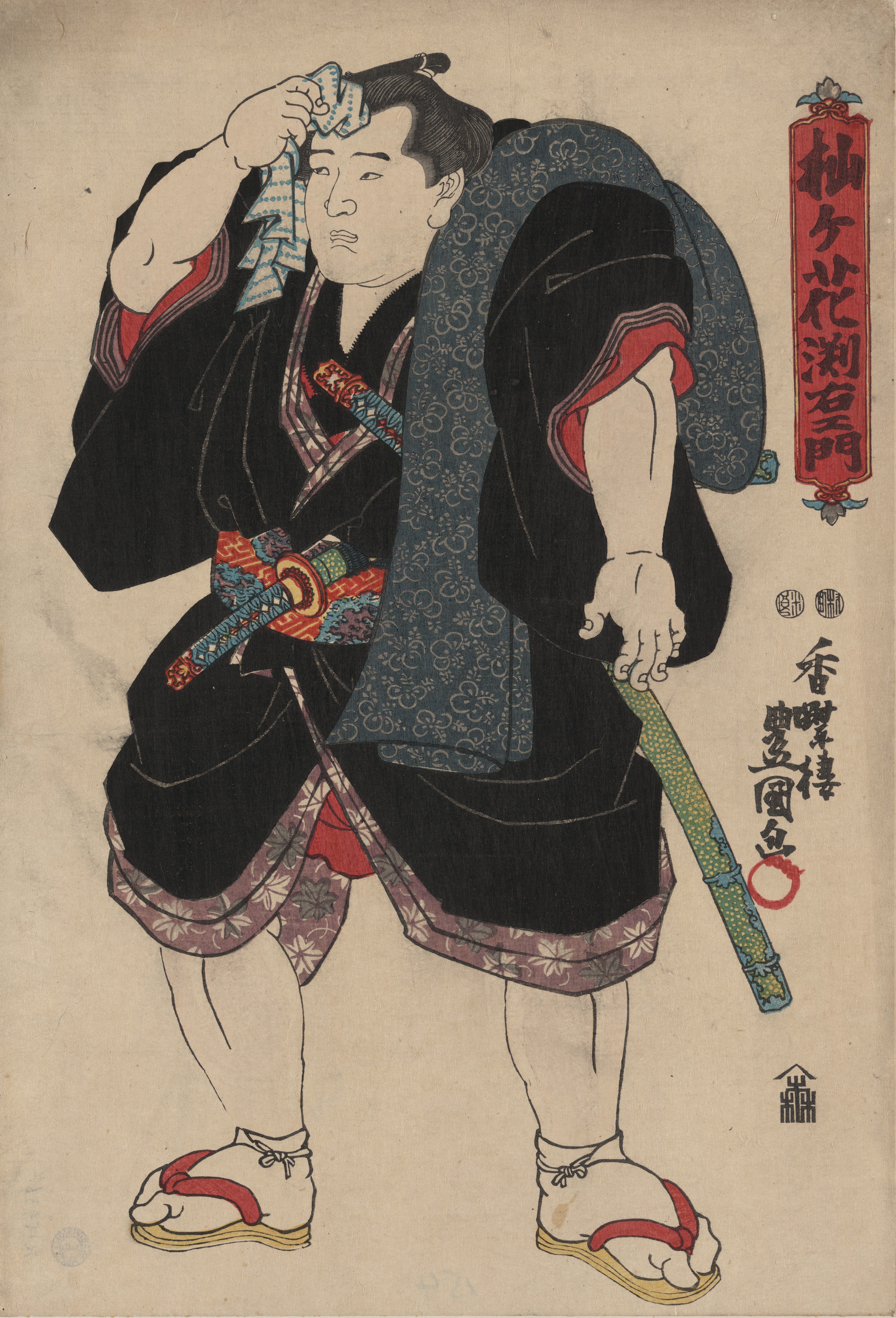
大小の刀を佩刀し武士と同じ待遇であった力士

実際に相撲を取る際には廻しだけを身につけ、足は素足、上半身裸で競技に臨む。髪の毛は伝統的に髷を結っており、番付によってその形が異なる。十両以上の力士は大銀杏を結い、幕下以下の力士は丁髷を結う。ただし、幕下以下の力士でも十両との取組がある場合や、弓取式を行う際には大銀杏を結うことができる。また、十両以上の力士は土俵入りの際には色とりどりの化粧廻しを身につける。
取組や稽古以外の場での服装は素材や種類こそ違えど、外出の際には全員着物を着ている。序ノ口や序二段では浴衣のような簡素な着物だが、三段目から羽織の着用が許され、幕下から外套や襟巻も着用できるようになる。十両からは正装である紋付羽織袴の着用を許される。履き物も番付によって細かく規定されており、幕下以上は足袋の着用を許されたり、三段目以上は雪駄、それ以下は下駄を履くこととなっている。自分の部屋にいるときなどは洋服も着る。幕下以下の力士が所属部屋の内外でTシャツやジャージを着用している姿はよく報道される光景でもある。

## 力士の出身地
番付における出身地の表記は、江戸時代にはお抱え藩の藩名が記載されたが、明治からは旧国名となった。1934年5月場所からは序ノ口に至るまで個人別に明記するようになり、1948年5月場所場所からは都道府県名（外国出身力士は国名）に変わっている。ただ、本人の届けたところを表記しているので、必ずしも出生地とは限らない。
取組時の場内アナウンスでは日本国内出身力士は番付に関係なく都道府県名・郡名(町村出身者のみ)・市町村名まで、外国出身力士の場合は幕下以下は国名のみ、十両以上の力士のみ行政区画の地名まで呼び出される。例外としてハワイ出身力士は幕下以下では「ハワイ」、十両以上はそれに加えて、「島の名前」が呼び出される。また、日本国内の離島出身力士は本人の申し出により、「都道府県名＋島名」に変更することが可能である。

## 待遇
江戸時代には関所を通行するには通行手形が必要だったが、力士はその大きく筋肉質な体つきから他の者が関所破りのために力士に変装するのは困難であるとされ、通行手形がなくとも通行することができた。力士の他に、通行手形がなくても通行できたのは旅の芸人だけであるが、芸を見せて関所の役人を納得させる必要があった。江戸幕府は1827年、大名抱えの力士は武士とするが、それ以外は浪人であるという見解を示した。召し抱えられた力士以外はすべて浪人とする解釈は多少強引ともいえたが、これにより農民や町人でも、力士になることにより武士・浪人身分を手に入れることができた。

### 報酬

#### 関取の報酬
大相撲力士の報酬制度は、地位によって与えられる給与・手当と、成績給に相当する力士褒賞金（給金）と、いわゆる2階建てになっている。
（2019年1月現在）
| 項目              | 横綱      | 大関        | 三役（関脇・小結） | 平幕（前頭） | 十両        |
| ----------------- | --------- | ----------- | ------------------ | ------------ | ----------- |
| 月額給与          | 300万円   | 250万円     | 180万円            | 140万円      | 110万円     |
| 年額給与          | 3,600万円 | 3,000万円   | 2,160万円          | 1,680万円    | 1,320万円   |
| 年額賞与          | 600万円   | 500万円     | 360万円            | 280万円      | 220万円     |
| 特別手当          | 120万円   | 90万円      | 30万円             |              |             |
| 出張手当          | 115.5万円 | 99.7万円    | 85万円             | 74.5万円     | 68.2万円    |
| 力士補助金        | 7.5万円   | 7.5万円     | 7.5万円            | 7.5万円      | 7.5万円     |
| 力士褒賞金(1場所) | 60万円    | 40万円      | 24万円             | 24万円       | 16万円      |
| 年額報酬          | 4,803万円 | 3,937.2万円 | 2,786.5万円        | 2,186万円    | 1,711.7万円 |

- 力士褒賞金は、本場所ごとの最低支給金額（年額報酬では6場所分で計算）。

給与
十両以上の力士(関取)には、次の通りの金額が月額給与として支給される。そのため、11月場所において十両で負け越し、1月場所で幕下に陥落した場合でも12月分の給与は支給される。幕下陥落が確実になり引退の意思を固めた力士が、翌月分の給与確保のため引退届提出を番付編成会議後まで遅らせ、翌場所の番付に名を残すケースも多い。
給与額は原則として年1回、理事会において見直すこととなっている。給与額は2001年に現行の金額となって以降2018年まで据え置きだったが、2018年11月の理事会の決定により、2019年1月場所から十両以上の力士の給料が増額されている。
- 横綱：300万円
- 大関：250万円
- 三役：180万円
- 平幕：140万円
- 十両：110万円

賞与
賞与は、9月と12月にそれぞれ月額給与の1カ月分が支給される。したがって、年額賞与は月額給与の2カ月分である。賞与の支給月が世間一般の6月と12月と違っているのは、以前に支給されていた巡業手当が賞与に変わったためである。
本場所特別手当
本場所特別手当は、小結以上の力士に対して本場所ごとに年6回支給される。11日間以上出場した場合は全額、6日-10日間出場した場合は3分の2、5日間以下の出場の場合は3分の1が支給され、全休（不戦敗も含む）の場合は支給されない。
- 横綱：200,000円
- 大関：150,000円
- 関脇・小結：50,000円

出張手当
出張手当は、3月場所、7月場所、11月場所の年3回、各場所ごとに次の通りの1日分支給金額を35日分支給される。
- 横綱：宿泊費8,000円、日当3,000円
- 大関：宿泊費7,500円、日当2,000円
- 関脇・小結：宿泊費6,500円、日当1,600円
- 平幕：宿泊費5,700円、日当1,400円
- 十両：宿泊費5,300円、日当1,200円

力士補助金
力士補助金は、1月場所、5月場所、9月場所の年3回、髪結の補助金として支給される。
- 横綱から十枚目（十両）まで：一律25,000円

力士褒賞金
場所ごとに過去に残した成績に応じて支給される。計算の基礎となる持ち給金（支給標準額）の累積は序ノ口から始まり、持ち給金を4000倍した金額が十両以上の力士(関取)に支給される。持ち給金は勝ち越し1点につき50銭ずつ累積され、負け越しや休場などでの減額はない。金星や幕内最高優勝では大きな加算（後述）があるほか、十両・幕内(関脇と小結を含む)・大関・横綱と持ち給金の最低額が決まっており、昇進時に累積額がその金額に満たなければ番付に応じた最低額まで引き上げられる。
| 番付 | 持ち給金 (最低額) | 最低支給額 (1場所ごと) |
| ---- | ----------------- | ---------------------- |
| 横綱 | 150円             | 60万円                 |
| 大関 | 100円             | 40万円                 |
| 幕内 | 60円              | 24万円                 |
| 十両 | 40円              | 16万円                 |

#### 力士養成員の報酬
幕下以下は「力士養成員」と呼ばれ、給与と力士褒賞金は支給されないが、場所手当と本場所の成績による幕下以下奨励金(勝ち星1つごとに支給される勝星奨励金と勝ち越した数に応じて支給される勝越金)が本場所ごとに年6回支給される。
- 幕下：165,000円
- 三段目：110,000円
- 序二段：88,000円
- 序ノ口：77,000円

（2019年1月現在）
| 項目                  | 幕下      | 三段目    | 序二段    | 序ノ口    |
| --------------------- | --------- | --------- | --------- | --------- |
| 場所手当              | 165,000円 | 110,000円 | 88,000円  | 77,000円  |
| 年額報酬              | 990,000円 | 660,000円 | 528,000円 | 462,000円 |
| 勝星奨励金(1つあたり) | 2,500円   | 2,000円   | 1,500円   | 1,500円   |
| 勝越金(1つあたり)     | 6,000円   | 4,500円   | 3,500円   | 3,500円   |

成績による場所ごとの収入の計算式を示すと次のようになる。
- 7戦全敗：場所手当のみ
- 1勝6敗：場所手当＋勝星奨励金1勝分
- 2勝5敗：場所手当＋勝星奨励金2勝分
- 3勝4敗：場所手当＋勝星奨励金3勝分
- 4勝3敗：場所手当＋勝星奨励金4勝分＋勝越金1点分
- 5勝2敗：場所手当＋勝星奨励金5勝分＋勝越金3点分
- 6勝1敗：場所手当＋勝星奨励金6勝分＋勝越金5点分
- 7戦全勝：場所手当＋勝星奨励金7勝分＋勝越金7点分

上に示した成績の負け数には休場も含む。幕下上位及び序ノ口下位の八番相撲の場合は、負け越している場合は勝越金がないため7番取って同じ数の白星を挙げた力士と同じになるが、勝ち越している場合は上の式にそのまま当てはまらず、勝越金が偶数点分になることが起こりうる。また今後出る可能性はほぼないと思われるが、引分や痛み分けが絡んだ場合も上の式にそのまま当てはまらないことが起こりうる。
このほか、本場所における電車賃が乗車券で支給される。
力士養成員でも、寝食は各々相撲部屋でできる（費用は協会から部屋持ち親方に対して、力士養成員1人につき月額70,000円、年額840,000円が支給されている）うえに、共同の食事「ちゃんこ」もあるので、幕下以下の生活が続いても食いはぐれることはない。ただし慣習としての部屋への上納つまり「持ち出し」もあるので必ずしも全額が可処分所得になるわけではない。特に親方、部屋の看板である十両以上の力士はかなりの額を「持ち出し」せねばならないが、逆に部屋に十両以上力士がいるかいないかで部屋の生活水準、ひいては本場所成績が大きく異なってくる。

### 力士の退職金
十両以上の力士には、現役引退時に退職金に相当する養老金および勤続加算金（いわゆる一般功労金）が支給される。資格者は幕内連続20場所以上または幕内通算25場所以上の者で、それに満たない者は非資格者となる。ただし、現役中に協会から除名処分を受けた者には支給されない。解雇処分された者については理事会の付帯決議で一部または全部の支給が見送られることがある。
養老金
（2006年1月現在、単位：円）
|          | 横綱       | 大関       | 三役      | 平幕                               | 十両                               |
| -------- | ---------- | ---------- | --------- | ---------------------------------- | ---------------------------------- |
| 資格者   | 15,000,000 | 10,000,000 | 7,630,000 | 7,630,000                          | 4,750,000                          |
| 非資格者 | --         | --         | 7,630,000 | 4,750,000+（勤続場所数-1）×120,000 | 1,150,000+（勤続場所数-1）×150,000 |

勤続加算金
番付の各地位における勤続場所数を乗じて、それぞれを加算した金額が勤続加算金の合計となる。下表の（ ）内の数字は、非資格者。
（2006年1月現在、単位：円）
|      | 横綱    | 大関    | 三役    | 平幕              | 十両    |
| ---- | ------- | ------- | ------- | ----------------- | ------- |
| 横綱 | 500,000 | 400,000 | 250,000 | 200,000           | 150,000 |
| 大関 | --      | 400,000 | 250,000 | 200,000           | 150,000 |
| 三役 | --      | --      | 250,000 | 200,000 (150,000) | 150,000 |
| 平幕 | --      | --      | --      | 200,000 (150,000) | 150,000 |
| 十両 | --      | --      | --      | --                | 150,000 |

特別功労金
横綱･大関には、現役引退時に理事会の決議により養老金および勤続加算金とは別に特別功労金が支給される。
かつては、支給額は公表されていたが、2005年4月1日から個人情報保護法が施行されたことにより、同年5月場所から支給額は非公表となった。この措置に対しては公益法人たる財団法人日本相撲協会の方針として不適切であるとの意見もある。

### その他力士の待遇
力士には、地位によって以下の待遇の違いがある。
| 地位           | 幕内（横綱 - 前頭）                                                            | 十両                                                                           | 幕下                                                                                                | 三段目                                                                                              | 序二段                                                                                              | 序ノ口                                                                                              |
| -------------- | ------------------------------------------------------------------------------ | ------------------------------------------------------------------------------ | --------------------------------------------------------------------------------------------------- | --------------------------------------------------------------------------------------------------- | --------------------------------------------------------------------------------------------------- | --------------------------------------------------------------------------------------------------- |
| 髷             | 大銀杏                                                                         | 大銀杏                                                                         | 丁髷 （十両との対戦時および弓取式、巡業中の初切出演、床山の練習台、引退時の断髪式の際は大銀杏容認） | 丁髷 （十両との対戦時および弓取式、巡業中の初切出演、床山の練習台、引退時の断髪式の際は大銀杏容認） | 丁髷 （十両との対戦時および弓取式、巡業中の初切出演、床山の練習台、引退時の断髪式の際は大銀杏容認） | 丁髷 （十両との対戦時および弓取式、巡業中の初切出演、床山の練習台、引退時の断髪式の際は大銀杏容認） |
| 服             | 紋付羽織袴                                                                     | 紋付羽織袴                                                                     | 着物・羽織（外套・襟巻も着用可）                                                                    | 着物・羽織（外套・襟巻も着用可）                                                                    | 着物・羽織                                                                                          | 着物（浴衣もしくはウール）                                                                          |
| 帯             | 博多帯                                                                         | 博多帯                                                                         | 博多帯                                                                                              | ベンベルグ                                                                                          | ベンベルグ                                                                                          | ベンベルグ                                                                                          |
| 傘             | 番傘・蛇の目傘                                                                 | 番傘・蛇の目傘                                                                 | 番傘・蛇の目傘                                                                                      | 洋傘                                                                                                | 洋傘                                                                                                | 洋傘                                                                                                |
| 履物           | 足袋に雪駄（畳敷き）                                                           | 足袋に雪駄（畳敷き）                                                           | 足袋に雪駄（エナメル製）                                                                            | 素足に雪駄（エナメル製）                                                                            | 素足に下駄                                                                                          | 素足に下駄                                                                                          |
| 稽古廻し       | 白色・木綿                                                                     | 白色・木綿                                                                     | 黒色・木綿                                                                                          | 黒色・木綿                                                                                          | 黒色・木綿                                                                                          | 黒色・木綿                                                                                          |
| 取り廻し       | 博多織繻子（規定上、色は現在も取的と同じく黒色と定められているが、事実上自由） | 博多織繻子（規定上、色は現在も取的と同じく黒色と定められているが、事実上自由） | 黒色・木綿（稽古廻しをそのまま使用）                                                                | 黒色・木綿（稽古廻しをそのまま使用）                                                                | 黒色・木綿（稽古廻しをそのまま使用）                                                                | 黒色・木綿（稽古廻しをそのまま使用）                                                                |
| 下がり         | 取り廻しの共布                                                                 | 取り廻しの共布                                                                 | 紐（のり付けされていない柔らかい物で、色は自由）                                                    | 紐（のり付けされていない柔らかい物で、色は自由）                                                    | 紐（のり付けされていない柔らかい物で、色は自由）                                                    | 紐（のり付けされていない柔らかい物で、色は自由）                                                    |
| 足袋の色       | 白                                                                             | 白                                                                             | 黒                                                                                                  | 黒                                                                                                  | 黒                                                                                                  | 黒                                                                                                  |
| 控えの敷物     | 私物の座布団（色・デザインは自由）                                             | 共用の座布団（紫一色）                                                         | 畳に直座（幕下上位五番および十両との対戦時は十両と同じ座布団）                                      | 畳に直座（幕下上位五番および十両との対戦時は十両と同じ座布団）                                      | 畳に直座（幕下上位五番および十両との対戦時は十両と同じ座布団）                                      | 畳に直座（幕下上位五番および十両との対戦時は十両と同じ座布団）                                      |
| 月ごとの収入   | 月額給与                                                                       | 月額給与                                                                       | なし（自身が付き人を担当している関取などから「小遣い」の名目で個人的に些少を貰う程度）              | なし（自身が付き人を担当している関取などから「小遣い」の名目で個人的に些少を貰う程度）              | なし（自身が付き人を担当している関取などから「小遣い」の名目で個人的に些少を貰う程度）              | なし（自身が付き人を担当している関取などから「小遣い」の名目で個人的に些少を貰う程度）              |
| 場所ごとの収入 | 力士褒賞金                                                                     | 力士褒賞金                                                                     | 場所手当・奨励金                                                                                    | 場所手当・奨励金                                                                                    | 場所手当・奨励金                                                                                    | 場所手当・奨励金                                                                                    |

このほかにも以下のような違いがある。
大関以上の力士
- 国技館の駐車場に直接乗り入れることができる[注 4]。
- 巡業の支度部屋は個室が用意される[13]。
- 協会の公式の移動においては、飛行機はファーストクラス、鉄道（新幹線）ではグリーン席に座ることができる。
- 化粧廻しの馬簾の色に紫を使える[注 5]。
- 師匠の了承があれば、引退後1年以上の経過をもって部屋を新設できる[注 6]。

三役以上の力士
- 初日と千秋楽に行われる協会挨拶で理事長と共に土俵に上がる。

幕内以上の力士
- 横綱土俵入りで露払いや太刀持ちを務めることができる[注 7]。
- 夏場（5月場所から9月場所）は染め抜きの着物を着用することができる。

十両以上の力士
- 一人前の力士として扱われ、敬称である「関取」「**関」と呼ばれる他、力士会に参加できる。
- 幕下以下の力士が付け人として付く[注 8]。ちゃんこ作り、掃除、買出しなどの部屋の雑用も原則免除。
- 相撲部屋において個室が与えられるか、別居が許される[注 9]。
- 起床時間など生活の自由度が飛躍的に増す[注 10]。
- 結婚が許される。
- 巡業・本場所などの興行で自分の名前が入った幟を立てることができる[注 11]。
- 化粧回しを締めて土俵入りを行う[注 12]。
- 支度部屋に明荷を持ち込むことができる[注 13]。
- 取組では、力水、力紙、塩を使用する[注 14]。
- 優勝力士に頼まれて優勝旗を持ち、優勝力士と一緒にオープンカーに乗って優勝行進できる。
- 本場所や公式の場では髷を大銀杏に結う[注 15]。
- 個人のサインを書くことが協会から許される[注 16][14]。

待遇の歴史
歴史的に見て、力士は永く薄給で酷使されてきた。江戸時代には本場所の興行収入は一部の年寄たち（江戸相撲会所。現在の日本相撲協会の前身）によって山分けされ、看板となるような人気力士、花形力士は別として、大半の力士への給与はなけなしのものだった。
三役力士ともなれば、大名家からお抱えとされ、藩士としての報償を受け取り、また贔屓客からの祝儀もあった。こうした力士は地方巡業へ出掛ければ各地の興行主（勧進元）から引く手あまたであって、むしろ懐は他の武士階級より潤っていた。一方、そうでない大半の力士は、細々と自主興行による「手相撲」で地方巡業を行い食いつないでいた。ただし、いわゆる「力人信仰」から来る善意の喜捨も多く、本当に食うに困るまで困窮する力士は少なかった。
本場所で「星を売る」、いわゆる八百長行為も横行していたと見られており、現在でも度々、八百長行為の存在が指摘されている。ただし、その真相解明は八百長行為を名指しされた者が八百長行為を認めることはないため、事情聴取も内輪の狎れ合いで済まされ、尻すぼみに終わる。これには、そもそも格闘技で年90回(十両以上は1場所15番×年6場所)もガチンコで試合を行うというのはアスリートの肉体的に不可能で、それを行おうともすれば力士の生命に対する危険はより高くなってしまうという意見もある。
明治に入って以降も、大名家が藩閥政治の有力者に成り代わっただけで、こうした状況は変わらなかった。そのため力士による待遇改善要求は度々おこり、昭和における春秋園事件はその最後にして最大のものだった。相撲取りが相撲を取ることによって生計が立つようになったのは、昭和に入ってからと言って良い。1958年（昭和33年）、こうした相撲界の体質は国会で問題視され、それ以降は月給制等による力士の待遇改善の試みが進んだ。それでも、年6場所および地方巡業により一年間のほとんどを拘束される力士たちに対しては、「時給で見れば世界でもっとも可哀想なプロスポーツ選手」という声があり、横綱でも他のプロスポーツ選手のトップクラスと比べると相当に収入は安い。
また、金銭面に関しては、後援者（タニマチ）からの祝儀が大きな収入源の一つになっている。各力士によってタニマチの大小はあるが、横綱・大関などへ有力な人物がタニマチになった場合、優勝時には1,000万円以上の祝儀が集められるという。特に千代の富士の全盛時は一晩で5,000万円集まったという。これは角界では後援者からの祝儀は給与より大きな比重を占めているという現実がある。年寄株の取得資金、部屋経営の資金、有力学生相撲選手の獲得資金等も含めて、角界はタニマチなしでは成り立たない構造となっている。
力士の労働契約について
一般に力士は日本相撲協会と労働契約を結び雇用される給与所得者とされており、他のプロスポーツ選手の大半が個人事業主であることに対して労働条件を異にする部分があるためこういった収入面に関する話題では一律に比較できないとも指摘される。実際に小錦は自身の大関在位時代（1987年7月場所から1993年11月場所）の月給について「100万円くらい。僕たちは着物を着るけど、安くても一つ30万円」と証言しており、地位に見合った着物など必需品を自費で購入することを考えれば安いとする主張をしたことがある。同時に「僕の時代は、どんな幕内力士でも（懸賞は）必ずあった」とも話しており、さらに「僕も200万近く貰っていた。一番いいときに」と自身の全盛期には場所の懸賞金が1ヶ月分の給料を上回っていた事実も明かした。この時代に及んでも尚、協会から支給される月給だけでは関取個人の生活にも不足が生じる前提が生じていたのである。2001年（平成13年）に力士・年寄の給料増額が記録されてから2019年1月に力士の給料増額まで据え置きとなっていた時期があった。2008年には当時の力士会会長の朝青龍が「せめて場所入り用の交通費ぐらい何とかしてくれ」と相撲協会に賃上げを要求したが首脳陣に相手にされなかったという報告もあり、協会の財政状況があまりよくなかったとされる。ただし2015年の冬季ボーナスは「もし俺に何かあったら、（給料の底上げを）頼むぞ」と北の湖が協会関係者に伝えていたことなどが影響し、2014年と比べて3割ほどアップしたという。
とはいえ、力士が労働者として相撲協会に雇用されているのか、その特別な能力をプロとして提供することを委任しているのか、実は契約上曖昧である。たとえば日馬富士の貴ノ岩への傷害事件の際に白鵬や鶴竜まで減給処分になったのは、弁護士の山口元一によると「労働基準法91条が定める制裁制限の幅を超えていました。これは日本相撲協会が力士所属契約について、雇用契約たる性質を否定していることを示しています」とのこと。なお、2011年の大相撲八百長問題で解雇された蒼国来が起こした訴訟における東京地裁の判決は、相撲協会と力士との間で結ばれている契約は「準委任契約」(=力士は個人事業主である)としている。
一方で、福利厚生や引退時の退職金制度、税法上の取り扱い等では、他のプロスポーツより充実していて、見方によってはむしろ一般企業に勤める労働者に近い。例えば、国技館内には力士のみならず一般の診療も受け付ける診療所（公益財団法人日本相撲協会診療所。通称「相撲診療所」）があること、健康保険組合（日本相撲協会健康保険組合）を独自に運営していること、厚生年金制度を導入していること、また税金面においては給与所得や退職所得が適用されることにより、自身の報酬を事業所得として申告する他のプロスポーツ選手には無い手厚い控除が受けられること等である。1969年3月11日には国税庁が力士等に対する課税について個別通達を行っていて、これにより後援会から受け取る祝儀などを含めて力士が得る有形無形の収入について適切な形で租税計算を行うことが可能となっている。収入の無い幕下以下の力士であっても社会保険に加入することが可能であり、この場合は保険料は全額協会負担となる。
一般の個人事業主の場合のように相撲部屋が銀行の融資を受けるケースもあるが、新興の部屋の場合は12代中立の中立部屋の例のように難航する場合もある。この例の場合、多くの銀行の担当者から断られた末に最後のつもりで尋ねた銀行の担当者が相撲に理解を持っていたことからようやく融資を受けられるようになった。

## 力士の体
2013年12月に慶應義塾大学スポーツ医学研究センターが当時の幕内力士25人を対象としてBOD PODによる測定を行った結果、平均身長186.3cm、平均体重161.2kg、平均体脂肪率32.5%、平均体脂肪量52.9kg、平均徐脂肪体重108.3kg、という数値が表れた。入門時と比較すると、変化の小さい力士でも20Kg、変化の大きい力士では70kg 以上の体重増加が見られた。中でもモンゴル出身の上位3人の力士（白鵬、日馬富士、鶴竜）は、入門時の体重が80kg 台だったのが、12 〜3 年かけて130 〜150kg 台まで増加し、その間に除脂肪体重が35 〜45kg も増加していた。このことから力士の体は筋肉をも伴った肥満体であると言える。
過去には暴飲暴食と土俵の稽古で体を作り上げていたが、千代の富士がケガの克服のためにウエイトトレーニングを取り入れたことを契機に徐々にトレーニング方法も近代化。2010年代には部屋稽古の後にジムで補完的なトレーニングを行う力士も現れている。栄養学的なバランスを考えた食事の普及など、故障しにくい体づくりが意識されるとともに医療技術も向上、2010年代以降は力士の現役寿命が延び始め、通算在位記録の上位がほとんど書き換えられる現象が起きている。
2019新型コロナウイルス感染拡大により勝武士幹士が死去した際には、勝武士が抱えていた糖尿病が死去の原因の1つとなったことから力士の不摂生の有無について取り沙汰されたが、時事通信の記者・若林哲治は「むしろ大酒飲みが減り、肝臓、膵臓、腎臓といった内臓の疾患やさらに昔のかっけなど力士の『職業病』は減ったように見える」との見解を示した。実際に勝武士は165センチ、111キロといわゆる「そっぷ型」に該当する力士である。
現役力士よりも寧ろ親方衆の方が不摂生により不健康な傾向にあり、引退後の不摂生と運動不足で不健康になることも少なくない。この状況について、1964年に日本相撲協会診療所所長に就任した林盈六医師は「相撲社会の健康問題を考えるとき、一番の問題は親方衆である。おそらく相撲協会健康保険の大半は親方衆のために使われていると言っても、過言ではないだろう」と自著で指摘している。また、かつては相撲部屋は大きな部屋が主流で、そうした部屋に付きもののタニマチ筋の医師が栄養指導や健康管理をしていたが、令和期には小部屋ばかりになり、タニマチもベンチャー企業が多くなって親方や力士と毎晩飲み歩くようになったなど健康管理がずさんになっているという事情がある。そのようなことから、2024年4月27日時点では1980年代現役だったNPBの打者が66人中9人(13.6%)物故者に対し、大相撲幕内力士が36人中21人(58.3%)物故者となっているなど、元力士の短命傾向がうかがえる。元横綱・曙太郎が54歳で死去したことも、元力士の短命傾向を考えれば何ら不思議なことではない。
アマチュア相撲に関しては公認スポーツ栄養士の橋本玲子が「体は大きくしたい。しかし、子どもたちが130キロ、150キロまで病気にならずに体重を増やすのは非常に難しい」と語っており、埼玉栄高等学校相撲部監督の山田道紀は「小学6年生で体脂肪率が60％に達する者もいる」と深刻な現実を指摘している。
『yomiDr.』のコラムでは「中卒で入門した体重70～80キロの新弟子が、2、3年で150キロを超えます。こんなに極端な人体改造をするスポーツはほかに思い当たりません」と指摘されている。
「Physical Activity and Nutrition」に論文が掲載された筑波大学内科系スポーツ医学渡部研究室の小川美織らの研究によると、14±2歳のジュニア相撲選手群と11±1歳の相撲以外のスポーツ群と11±1歳の非運動群を対象に調査した結果、相撲以外のスポーツ群と比べ血圧が有意に高く、善玉コレステロール値が有意に低いことが明らかになっている。
力士の体の中でも特徴的なのは大きな腹である。2023年6月11日には日本相撲協会がそれを活かして関取衆の腹を浴衣越しで一般人に触らせる九州場所PRイベント「腹タッチ会」を開催。ファン400人が会場となった福岡市内の商業施設に集まる盛況となったが、SNS上では「どんなに鍛えているか知りたい」といったファンの声がある一方「関取へのセクハラでは」と賛否に揺れる事態となった。
それまで自己申告だった関取の身長・体重を、現在のように東京場所前に正式に測定するようになったのは、1977年9月場所からである。公称165kgから168kgであった高見山が「本当は200kgぐらいあるのでは」と関係者の間で盛んに疑問の声が上がるようになっていたなど、あまりにいい加減な公式発表が増えたのが背景にあった。

## 外国人力士
1891年には、「佛國力士關王繁仙」あるいは「米国の力士關王、繁仙」が相撲興行に参加したとされる。

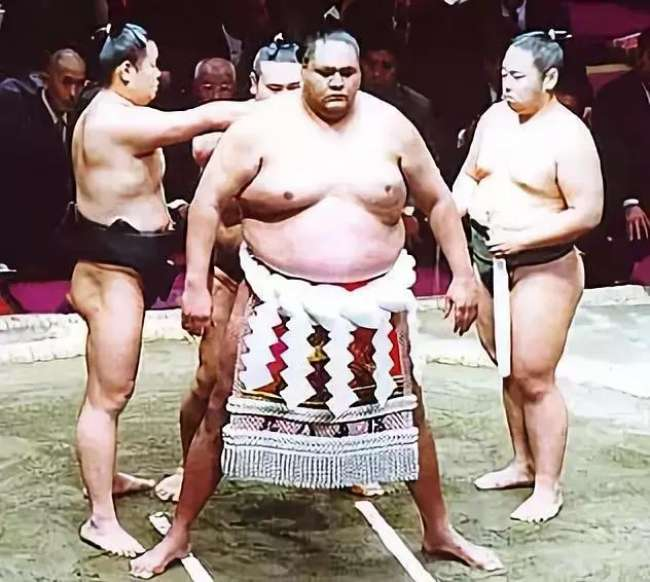
外国人力士初の横綱曙。

力士になるための条件に日本国籍は含まれないため、外国籍を持つ者が力士になることもできる。
短期滞在ビザもしくは日本の高校・大学の相撲部への留学生の場合は留学ビザで入国、新弟子検査に合格してから日本相撲協会との合意で興行ビザの申請を行う。そのため、日本人力士より一場所初土俵が遅くなる。また、野球やサッカー等の外国人選手と異なり、外国人力士も日本語を身につけ、相撲部屋で日本語でコミュニケーションしたり取組後のインタビューに日本語で答えたりする必要がある。
高見山（12代東関）が外国出身外国人力士として初めて十両に昇進、関脇にまで到達したのを皮切りに、小錦が大関まで昇進して人気を集め、曙（第64代横綱）が外国人初の横綱昇進を果たした。これに武蔵丸（第67代横綱、15代武蔵川）が続き、その以後、外国出身力士の横綱昇進が続いていた。2008年初場所の時点ではともにモンゴル出身の朝青龍（第68代横綱）と白鵬が東西横綱をつとめた。また、2014年には、大相撲史上初めて、3人（白鵬・日馬富士・鶴竜）の外国（いずれもモンゴル）出身力士が横綱に在位することになった。一方、日本人横綱は2003年1月場所で貴乃花が引退したのち、2017年3月場所で稀勢の里が昇進するまで14年間いなかった。
1990年代まではハワイ出身のアメリカ人力士が多かったが、2000年代に入ると、白鵬をはじめとするモンゴル出身力士が多勢を占めるようになった。
理由はモンゴルの国技の「モンゴル相撲」が大相撲に応用が効くことと、2014年5月のモンゴル国家統計局の調べによると、モンゴル人の平均月収は98万714トゥグルグ（約5万9000円）であり、横綱になれば2億円以上になるというジャパニーズドリームを夢見ているからである
また、2000年半ば以降になると、琴欧州（ブルガリア）や把瑠都（エストニア）などのヨーロッパ出身の力士が、幕内上位で活躍するようになった。
2018年頃より、外国出身の入門希望者に対しては新弟子検査受検前に半年から1年の研修期間が課されるようになっている。外国籍であっても後述する在留期間10年以上の条件を満たし外国出身力士枠の対象とならない場合は適用されず、これに該当する北青鵬は対象外となった。なお研修生も外国出身力士枠の対象となるため、外国出身者が入門を希望する部屋にすでに外国出身力士がいる場合は当該力士が引退するまで正式に研修生として入門することはできない。中国内モンゴル自治区出身の大青山は2018年3月の高校卒業後から荒汐部屋で生活していたものの、同郷の蒼国来が現役であったことから正式な研修期間の開始は蒼国来が引退し部屋を継承した2020年7月場所からとなり、高校卒業から2021年11月場所の新弟子検査受検まで3年半以上を要した。
2020年1月場所の番付では幕内42人の内モンゴル出身力士は5人。かつてはモンゴル出身力士が幕内の3割近くを占めた時期もあったが減少したことに関して2020年初頭の報道では、モンゴル国内が豊かになっておりいわゆる「ハングリー精神」を持つモンゴル出身力士が減っていること、モンゴル相撲の実業団が人気になって大相撲への憧れが一段落したこと、日本に相撲留学して大相撲力士にならずに日本の相撲指導者になるという進路もモンゴル人留学生が検討するようになったこと、などが指摘されている。「安定志向」がモンゴル人の中に根付いているという。
しかし2021年以降も幕内における絶対数こそ減ったものの、数少ないモンゴル出身力士から照ノ富士が横綱に昇進、さらに常に複数の力士が三役以上に在位し優勝を経験するなど上位を占める傾向に変わりはなく、「少数精鋭」の様相を呈している。またアマチュア相撲ではモンゴル出身の留学生が増加傾向にあることから近年では高校・大学経由でのモンゴル出身者の入門が相次ぎ、2022年11月場所では外国人出身力士28人のうち21人(番付外1人および興業ビザ取得待ちの2人を含む)をモンゴル出身力士が占めている。さらに番付上ではロシアを出身地としている狼雅はモンゴル国籍であり2019年まではモンゴルを出身地としていたほか、モンゴル国籍でありながら入門時に日本への在留期間が10年を超えたため日本出身扱いとなっている力士も2人いる。2023年には霧島、豊昇龍が相次いで大関に昇進し、横綱大関の多数をモンゴル出身力士が占めるかつての状況へと逆戻りした。

### 人数制限
昔から「江戸の大関より土地（くに）の三段目」と言われており、番付・知名度に関わらず同じ出身地の力士を応援する風潮がある。力士の後援会は出身地で作られるほか、学生相撲出身力士の場合は母校OBが後援会組織を作ることが多い。そのため、出世すれば「郷土の誇り」「母校の誇り」となる。外国人力士の場合は「国の誇り」として扱われる。それだけ「故郷と力士の関わり合い」は深いものであるとされている。
もともと外国人力士枠は無制限であった。事例として、1975年に朝日山部屋で師匠の16代朝日山が死去した後に6人のトンガ人力士が廃業するという「トンガ騒動」が起こっている。しかし、外国人力士が起こす不祥事もあった。1986年7月場所中には、カナダ出身の琴天山（ジョン・テンタ）が通訳の女性と失踪し、「日本になじめない」という理由でそのまま廃業した。西サモア出身の南海龍はその飲酒癖により一般人に暴力行為を行い、日本で面倒を見ていた小錦（サモア系）の再三の注意にもかかわらず1988年9月場所には二日酔いで休場、その後引退している。
このような状況を受けて、1988年に日本相撲協会理事長の二子山が親方衆に対して外国人力士のスカウト自粛を申し入れるなど、外国人力士の人数を制限する動きが1980年代後半から存在した。1992年、ハワイ出身力士の躍進・増加を機に、師匠会の申し合わせで、外国人力士を総数40人以内に収めることや1部屋に付き2人までとすることが定められた。その後数年はどの部屋も外国人力士の採用を自粛してきたが、1998年から再開され、モンゴル人力士らが隆盛する。そして2002年、先の40人という枠を撤廃する一方、外国人力士は1部屋に付き1人までと制限する方針に変更。当時相撲部屋は54部屋なので、54人が上限となった。
それでも、制限は「外国人力士」つまり「外国籍を持つ力士」にしか及ばないことと、日本の国籍法は国民の区分を認めておらず、帰化した力士は同じ日本人であるため、帰化者まで制限するのは日本国憲法が定める「法の下の平等」に反するとの見方もある。この点を悪用して外国人力士に日本国籍を取らせ、新たに外国人の新弟子に採る部屋が後を絶たなくなった。2010年1月場所時点で外国出身力士の総数は57人に及んでいたという。
さらに2006年の露鵬によるカメラマン暴行や2008年の大相撲力士大麻問題、朝青龍が騒動を起こし続け、2010年に自ら起こした一般人への暴行事件で引退となるなどの問題が発生し、その再発防止のため同年2月23日に理事会は先の制限を「帰化者含む外国出身力士を1部屋1人まで」として、制度の抜け道を無くすことを決定した。ただし、1部屋1人の規則を制定する前に外国出身力士が複数人入門していた場合や、消滅した部屋から所属力士を引き取った場合はこの規則に違反するものとはみなされない。
制限が日本人力士の育成や伝統的な相撲文化の維持発展につながるという考え方は根強く、外国人力士が問題を起こす度に外国人力士の存在の賛否に話が及ぶこともある。2017年に日馬富士（第70代横綱）が貴ノ岩に対する暴行事件により引退しているが、同年10月の鳥取巡業での暴行の現場には白鵬や鶴竜(第71代横綱)も同席していたにもかかわらず事件について師匠らには報告がなかった。結果、貴ノ岩の師匠である貴乃花が広島県警に被害届を提出していることが11月場所中に第一報として報じられ、対応が遅れた協会執行部の混乱を招いている。貴乃花は白鵬との確執が報じられていたほか、日馬富士と師匠の9代伊勢ヶ濱の謝罪を拒んだとみなされたことや、警察の捜査中であるとして相撲協会執行部との対話を拒むなど激しい対立姿勢を示したことから、協会内で孤立して2018年には退職に至った。なお、貴ノ岩は同年12月に自身の付け人に対する暴行事件を起こして引退している。一連の騒動を受けて、同年12月には相撲協会は暴力禁止規定を明文化した。また、コンプライアンス委員会（委員長・青沼孝之 元名古屋高等検察庁検事長）を立ち上げ、処分事案とみられる件については委員会に調査と処分意見案の答申を求め、その報告を受けた理事会が処分を決定することとしている。
2018年1月には大砂嵐が長野県内で無免許運転で事故を起こし、協会の聴取に虚偽説明をしたほか、重婚未遂騒動が起こったこともあり、引退している。
「閉鎖的で国際化の流れにそぐわない」「人種差別である」との批判もあるが、スポーツとしての相撲の国際化はアマチュア相撲が行っており（国際相撲連盟）、男女の国際大会や女子への普及を行っている。日本では、ちびっこ・学生・実業団などのアマチュア相撲を統括する日本相撲連盟が競技団体の役割を果たしている。

### 外国人力士・外国出身親方の見解
- 曙は引退後に私見として「来たい人はどんどん入れるようなシステムでいいと思います。僕らの頃は逆に人数のシステムじゃなかったので、東関部屋や高砂部屋に複数のハワイ出身力士がいました。システムを作っても、辞める人は辞める。将来の相撲界を考えた場合、システムをあまり硬くしないほうがかえっていいんじゃないかというのが、僕の持論です」と述べている[58]。
- 白鵬は年寄の国籍制限撤廃を求め、外国人枠を無くしたいと語っているが[59]、自身の土俵内外の振る舞いについて非難があり、これまで厳重注意を含めた不祥事での処分は20回を越えること[60]、横綱審議委員会もこれを問題視し度々注意をしていることなどから[61]、受け入れられていない。
  - 白鵬は一代年寄となることでモンゴル国籍のまま年寄となることを試みたが、北の湖理事長は2015年3月場所中に「ダメダメ。一代でもなんでも年寄なのだから、日本国籍を有する者と決められている。どんな実績があっても、これは規則です。相撲は日本国の伝統ある国技ですからね。ダメなものはダメ。日本の伝統は曲げられません」と話しており、八角理事長もその方針を引き継いできた。2017年3月場所前のトークショーで貴乃花が「それは難儀なんじゃないでしょうか」「日本で生活して、日本で名を上げた。（白鵬自身が）日本で育てられた力士という見解を持ってくれると、皆さんも喜ぶのではないですか」「横綱であっても、どんなに活躍して成績をあげても、協会上層部（の方針）は自分たちの師匠と同じ」と白鵬の意向について話したことも報道されている[62]。
  - また2019年4月に「大相撲の継承発展を考える有識者会議」（東大名誉教授・山内昌之委員長）が八角理事長に一代年寄に存在意義は認められないとする提言書を提出した[63]。日馬富士が暴行事件を起こした2017年の11月場所に白鵬が優勝インタビューで「いまこの土俵の横で誓います。場所後に真実をすべて話し、ウミを出し切って日馬富士関、貴ノ岩関の2人を再びこの土俵に上げたい」と問題の幕引きを図るような発言を行い、万歳三唱をしたことなどが影響していると一部では報じられ[64]、「大横綱だけに認められる特別意識」がトラブルの原因になるのではという危惧から制度廃止を望む声もあるという[65]。同年9月に白鵬は日本国籍を取得した[66]。
- 一方、モンゴル人の1期生として来日している11代友綱（元旭天鵬）は「私も含めて外国出身の師匠も増えた。肌や顔の違いはあるかもしれないけど、共通言語は日本語。ほかのスポーツだと通訳がついたり、待遇が違ったりするけど、相撲は外国人も平等のルールで、耐えて耐えて稽古して一つ屋根の下で暮らす。相撲界は一つの家族なんだ。これは今後も変わらないし、変えてはいけないと思うよ」と現在、部屋師匠として協会に所属する身としての実感や相撲界の変化について語っている[67]。

### 外国人力士の出身地
現在相撲部屋に所属している外国出身力士及びかつて大相撲にいた外国出身力士の出身地は次のとおり（50音順）。ここでは日本国籍の有無を問わず、実際に番付上で出身地として発表されたもののみを記載する。現役力士の出身国は太字で表記した。
- アメリカ合衆国
- アルゼンチン
- イギリス
- インドネシア
- ウクライナ
- エジプト
- エストニア
- カザフスタン
- カナダ
- 韓国
- サモア
- ジョージア
- スリランカ
- チェコ
- 中国
- 中華民国（台湾）
- トンガ
- パラグアイ
- ハンガリー
- フィリピン
- ブラジル
- ブルガリア
- イギリス領香港
- モンゴル
- ロシア

## 高学歴力士
力士の要件として学歴は不問であるが、実態としては高学歴を持つ者の割合は増えている。これは、
中学校卒業の学歴では大相撲で不本意な結果に終わっても就職するのに困難であることが原因であり、また、保護者もせめて高等学校くらいは卒業してほしいと思うようになったからである。相撲協会も、中卒力士には高等学校通信課程への進学を勧めており、更には大学通信課程も勧めることを検討している。
また、相撲部の強い高等学校や大学は、相撲協会よりも先に中学、高校の有望選手を獲得するようになったこともある。特に日本大学相撲部監督田中英壽の働きが大きいとされる。
単純に中学卒業時点より高校卒業時点の方が、高校卒業時点より大学卒業時点の方が力士としての体が出来上がっている傾向にあるのも大きく、その点も中卒での入門が激減している要因となっている。
関取に占める大卒の人数は1993年1月場所に10人、1998年3月場所に30人を突破。2025年現在では、関取の大卒率は50%に迫っており、日本国内の18歳人口の進学率に近い。
かつては大卒力士は大成しないという声があった。これはアマチュア相撲はトーナメントで戦うため、目の前の一番に拘り、立ち会いの変化をよく行うことが多かったからである。しかし、田中英壽とその指導を受けた指導者によって技術を磨くようになり、大学卒業の大関も朝乃山、正代、御嶽海と登場し、令和七年大相撲夏場所では日本体育大学卒業の大の里が第七十五代横綱となった。この場所での大学卒業関取人数は36人、内、幕下付け出しデビューは9人、三段目付け出しデビューは7人、前相撲スタートは20人である。かつては前相撲から取る大学卒業力士は希有な存在であったが、今やそれが珍しい存在ではなくなった。
大学相撲出身関取数の推移
| 場所                 | 幕内 | 十両 | 合計 |
| -------------------- | ---- | ---- | ---- |
| 昭和24年5月          | 0    | 1    | 1    |
| 昭和24年10月         | 1    | 0    | 1    |
| 昭和36年9月          | 0    | 2    | 2    |
| 昭和37年1月          | 2    | 0    | 2    |
| 昭和45年11月         | 0    | 3    | 3    |
| 昭和48年7月          | 3    | 0    | 3    |
| 昭和50年1月          | 3    | 1    | 4    |
| 昭和50年5月          | 3    | 2    | 5    |
| 昭和50年9月          | 3    | 3    | 6    |
| 昭和51年11月         | 4    | 1    | 5    |
| 昭和52年1月          | 5    | 1    | 6    |
| 昭和53年3月          | 6    | 0    | 6    |
| 昭和53年7月          | 6    | 1    | 7    |
| 昭和54年5月          | 7    | 0    | 7    |
| 昭和58年9月          | 3    | 5    | 8    |
| 昭和59年3月          | 3    | 6    | 9    |
| 平成3年11月          | 8    | 1    | 9    |
| 平成5年1月           | 5    | 5    | 10   |
| 平成5年3月           | 6    | 5    | 11   |
| 平成6年1月           | 9    | 2    | 11   |
| 平成6年7月           | 9    | 3    | 12   |
| 平成7年1月           | 9    | 5    | 14   |
| 平成7年3月           | 10   | 4    | 14   |
| 平成8年1月           | 11   | 3    | 14   |
| 平成8年11月          | 9    | 7    | 13   |
| 平成9年3月           | 9    | 8    | 17   |
| 平成9年5月           | 11   | 8    | 19   |
| 平成9年9月           | 12   | 7    | 19   |
| 平成10年3月          | 11   | 9    | 20   |
| 平成10年5月          | 11   | 12   | 23   |
| 平成10年11月         | 13   | 9    | 22   |
| 平成11年3月          | 14   | 9    | 23   |
| 平成11年9月          | 15   | 8    | 23   |
| 平成11年11月         | 14   | 10   | 24   |
| 平成12年5月          | 15   | 10   | 25   |
| 平成12年11月         | 16   | 10   | 26   |
| 平成13年5月          | 17   | 8    | 25   |
| 平成14年3月          | 18   | 5    | 23   |
| 平成15年5月          | 17   | 10   | 27   |
| 平成15年7月          | 16   | 12   | 28   |
| 平成16年1月          | 19   | 10   | 27   |
| 平成23年9月          | 9    | 15   | 24   |
| 平成30年7月          | 13   | 16   | 29   |
| 令和2年3月           | 17   | 13   | 30   |
| 令和3年3月           | 17   | 15   | 32   |
| 令和6年5月           | 20   | 13   | 33   |
| 令和七年大相撲夏場所 | 17   | 19   | 36   |

## ギャラリー

ギャラリー
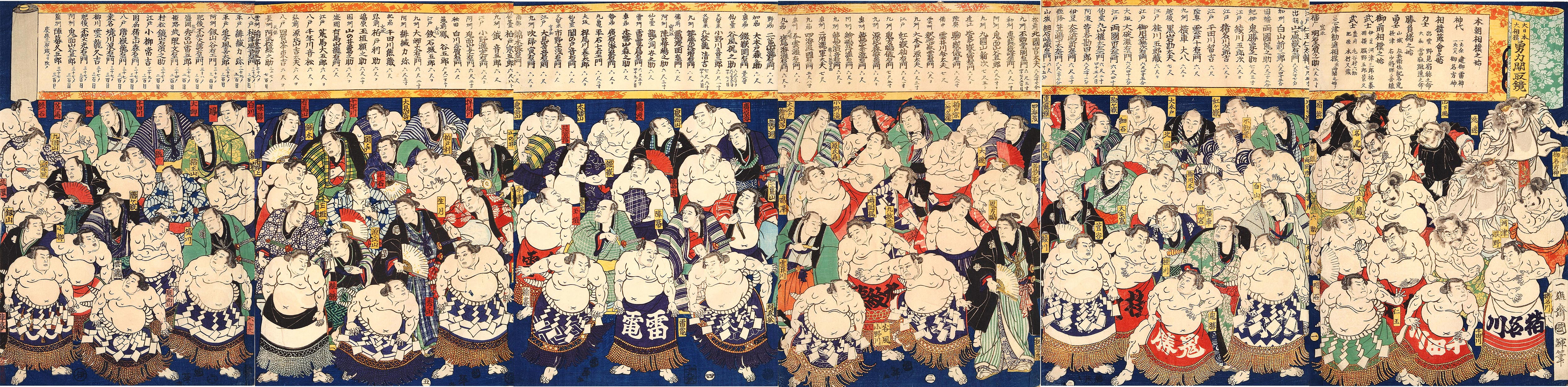
一雄齋國輝筆「大日本大相撲 勇力関取鏡」慶応3年（1867年）出版